# Gathering of Developers
Gathering of Developers (anche detta God Games e Gathering) è stata un'azienda statunitense distributrice di videogiochi fondata nel gennaio 1998 con l'obiettivo di eliminare la distanza che separa i produttori di giochi indipendenti e gli editori degli stessi. La società ha attratto diversi sviluppatori indipendenti frustrati dai rapporti con i normali distributori. Dopo la società è diventata una sussidiaria della Take-Two Interactive. Tra i videogiochi prodotti si segnalano Railroad Tycoon II, Nocturne, Darkstone, Age of Wonders e Fly!. In seguito la società entrò anche nel mercato delle console.
Take Two lasciò lavorare la società con una ragionevole autonomia come per le altre etichette controllate. La società pubblicò diversi titoli Take Two ma in seguito la società decise di passare molti videogiochi sotto gestione 2K Games un'altra etichetta controllata da Take Two.

## Fondatori
- Ritual Entertainment
- Epic Games
- 3D Realms
- PopTop Software
- Terminal Reality
- Edge of Reality

## Videogiochi pubblicati
- Age of Wonders
- Age of Wonders II: The Wizard's Throne
- Fly!
- Heavy Metal: F.A.K.K.²
- Hidden & Dangerous
- Hidden & Dangerous 2
- Jazz Jackrabbit
- KISS: Psycho Circus: The Nightmare Child
- Mafia: The City of Lost Heaven
- Max Payne
- Nocturne
- Oni
- Railroad Tycoon II e III
- Rune
- Serious Sam
- Space Colony
- Stronghold
- Stronghold Crusader
- The Blair Witch Project trilogy
- The Guy Game
- Tropico
- Tropico 2: Il covo dei pirati
- Vietcong